# Serica vespertina
Serica vespertina är en skalbaggsart som beskrevs av Leonard Gyllenhaal 1817. Serica vespertina ingår i släktet Serica och familjen Melolonthidae. Utöver nominatformen finns också underarten S. v. accola.